# ФК Београд
ФК Београд је српски фудбалски клуб из Београда. Клуб је основан 1929. године, боје клуба су црвена и плава.

## Историја
До средине деведесетих година 20. века нису играли велику улогу, све док нису ушли у Другу савезну лигу сезоне 1996/97. Ту су се задржали до 2000. године, када су ушли у Прву лигу СРЈ, али су свој статус препустили Сартиду из Смедерева, који је иначе требало да испадне из Прве лиге СРЈ.
После су до 2004. играли у другом рангу такмичења, а те године су испали из Друге лиге „Исток“ са 54 поена, на седмом месту од укупно 10 клубова. Од те године до данас наступају у Српској лиги „Београд“, најбољи резултат од када играју у трећој лиги су забележили у сезони 2005/06. када су заузели 2. место, такође су 2006/07. и 2007/08. заузели четврто место.
До сезоне 2011/12. се такмичио у Српској лиги Београд, трећем такмичарском нивоу српског фудбала. У сезони 2012/13. због грешке у Фудбалском савезу Београда, клуб није пререгистрован и не учествује у такмичењу. Клуб је добио судску одлуку, коју је Фудбалски савез Београда и Фудбалски савез Србије прихватио, мада ФК Београд није наставио да наступа у будућим сезонама у сениорским такмичењима. Иначе све млађе категорије ФК Београд нису престајале са такмичењем. У сезони 2020/21. Београд се фузионисао са ФК Поштар 1930 и носи назив ФК Београд 1929. Тренутно се такмичи у Београдској лиги, петом рангу такмичења.

## Резултати клуба у последњим годинама
| Сезона   | Ранг | Лига                | Позиција | ОТ | ПБ | Н  | ПР | ДГ | ПГ | Бод | Куп                  | Напомене                       |
| -------- | ---- | ------------------- | -------- | -- | -- | -- | -- | -- | -- | --- | -------------------- | ------------------------------ |
| 1998/99. | 2    | Исток               | 14.      | 21 | 6  | 5  | 10 | 29 | 33 | 23  | није се квалификовао | 1                              |
| 1999/00. | 2    | Север               | 1.       | 34 | 22 | 6  | 6  | 65 | 35 | 72  | није се квалификовао | Одустали од уласка у виши ранг |
| 2000/01. | 2    | Исток               | 7.       | 34 | 16 | 5  | 13 | 83 | 60 | 53  | није се квалификовао |                                |
| 2001/02. | 2    | Исток               | 9.       | 34 | 14 | 10 | 10 | 74 | 51 | 52  | није се квалификовао |                                |
| 2002/03. | 2    | Исток               | 6.       | 33 | 12 | 12 | 9  | 58 | 43 | 48  | није се квалификовао |                                |
| 2003/04. | 2    | Исток               | 7.       | 36 | 16 | 6  | 14 | 62 | 50 | 54  | није се квалификовао | Испали у нижи ранг             |
| 2004/05. | 3    | Српска лига Београд | 8.       | 34 | 15 | 7  | 12 | 49 | 48 | 52  | није се квалификовао |                                |
| 2005/06. | 3    | Српска лига Београд | 2.       | 38 | 24 | 3  | 11 | 70 | 46 | 75  | није се квалификовао |                                |
| 2006/07. | 3    | Српска лига Београд | 4.       | 34 | 14 | 15 | 5  | 45 | 29 | 57  | није се квалификовао |                                |
| 2007/08. | 3    | Српска лига Београд | 4.       | 30 | 13 | 10 | 7  | 31 | 18 | 49  | није се квалификовао |                                |
| 2008/09. | 3    | Српска лига Београд | 6.       | 30 | 11 | 4  | 15 | 38 | 39 | 37  | није се квалификовао |                                |
| 2009/10. | 3    | Српска лига Београд | 7.       | 30 | 10 | 10 | 10 | 30 | 31 | 40  | није се квалификовао |                                |
| 2010/11. | 3    | Српска лига Београд | 12.      | 29 | 11 | 5  | 13 | 32 | 35 | 38  | није се квалификовао |                                |
| 2011/12. | 3    | Српска лига Београд | 12.      | 30 | 11 | 3  | 16 | 28 | 43 | 36  | није се квалификовао |                                |
1 Првенство прекинуто због НАТО бомбардовања.

## Познати бивши играчи
- Крља Радовић
- Драган Вуковић—Рус
- Милош Стојиљковић
- Звездан Рајковић
- Слободан Милановић